# 新潟100名山
新潟100名山（にいがたひゃくめいざん）とは、新潟県山岳協会が選定し、2010年（平成22年）に同名の書籍で発表された新潟県の山の百選の一種。新潟百名山とも書く。

## 新潟100名山の一覧

### 佐渡・下越の山
- 1 金北山（きんぽくさん） 1172.1m
- 2 金剛山（こんごうさん） 962.2m
- 3 日本国（にほんこく） 555.4m
- 4 吉祥嶽（きちじょうだけ） 500m
- 5 新保岳（しんぼだけ） 852.2m
- 6 天蓋山（てんがいさん） 634.2m
- 7 鷲ヶ巣山（わしがすさん） 1093.3m
- 8 以東岳（いとうだけ） 1771.4m
- 9 竜門山（りゅうもんさん） 1688m
- 10 寒江山（かんこうさん） 1694.9m
- 11 西朝日岳（にしあさひだけ） 1813.7m
- 12 光兎山（こうさぎさん） 966.3m
- 13 朴坂山（ほうざかやま） 438.2m
- 14 高坪山（たかつぼやま） 570.5m
- 15 大平山（おおだいらやま） 560.8m
- 16 鳥坂山（とっさかやま） 438.5m
- 17 櫛形山（くしがたやま） 568.0m
- 18 風倉山（かざくらさん） 931.4m
- 19 二王子岳（にのうじだけ） 1420.3m
- 20 大境山（おおざかいやま） 1101.6m
- 21 朳差岳（えぶりさしだけ） 1636.4m
- 22 門内岳（もんないだけ）・地神山（じがみやま） 1887m・1849.6m
- 23 北股岳（きたまただけ） 2024.9m
- 24 飯豊山（いいでさん） 2105.1m
- 25 大日岳（だいにちだけ） 2128m
- 26 蒜場山（ひるばやま） 1363.0m
- 27 焼峰山（やけみねやま） 1085.8m
- 28 菅名岳（すがなだけ） 909.0m
- 29 日本平山（にほんだいらさん） 1081.0m
- 30 銀太郎山（ぎんたろうやま） 1112m
- 31 白山（はくさん） 1012.4m
- 32 矢筈岳（やはずだけ） 1257.5m
- 33 御神楽岳（みかぐらだけ） 1386.5m
- 34 貉ヶ森山（むじながもりやま） 1314.9m
- 35 五頭山（ごずさん） 912.5m
- 36 宝珠山（ほうしゅさん） 559m
- 37 不動堂山（ふどうどうやま） 557.3m
- 38 光明山（こうみょうさん） 879m
- 39 角田山（かくだやま） 481.7m
- 40 弥彦山（やひこやま） 634m
- 41 粟ヶ岳（あわがたけ） 1292.7m
- 42 袴腰山（はかまごしやま） 526.1m
- 43 番屋山（ばんやさん） 933.2m

### 中越の山
- 44 守門岳（すもんだけ） 1537.3m
- 45 浅草岳（あさくさだけ） 1585.5m
- 46 鬼が面山（おにがつらやま） 1465.1m
- 47 鋸山（のこぎりやま） 764.9m
- 48 下権現堂山（しもごんげんどうやま）・上権現堂山（かみごんげんどうやま） 896.6m・997.9m
- 49 八十里越（はちじゅうりごえ） 845.4m
- 50 毛猛山（けもうやま） 1517.1m
- 51 未丈ヶ岳（みじょうがだけ） 1552.9m
- 52 越後駒ヶ岳（えちごこまがたけ） 2002.7m
- 53 中ノ岳（なかのだけ） 2085.2m
- 54 八海山（はっかいさん） 1778m
- 55 荒沢岳（あらさわだけ） 1968.7m
- 56 丹後山（たんごやま） 1808.6m
- 57 平ヶ岳（ひらがたけ） 2141m
- 58 金城山（きんじょうさん） 1369m
- 59 巻機山（まきはたやま）・割引岳（わりめきだけ） 1967m・1930.9m
- 60 大源太山（だいげんたさん） 1598m
- 61 七ツ小屋山（ななつごややま） 1674.7m
- 62 武能岳（ぶのうだけ） 1760m
- 63 茂倉岳（しげくらだけ） 1978m
- 64 一ノ倉岳（いちのくらだけ） 1974.2m
- 65 谷川岳（たにがわだけ） 1963.2m
- 66 万太郎山（まんたろうやま） 1954.1m
- 67 仙ノ倉山（せんのくらやま） 2026.3m
- 68 平標山（たいらっぴょうやま） 1983.8m
- 69 飯士山（いいじさん） 1111.5m
- 70 苗場山（なえばさん） 2145.3m
- 71 佐武流山（さぶりゅうやま） 2191.5m
- 72 黒姫山（刈羽黒姫山）（かりわくろひめやま） 891m

### 上越の山
- 73 米山（よねやま） 992.5m
- 74 尾神岳（おかみだけ） 757.0m
- 75 菱ヶ岳（ひしがたけ） 1129.1m
- 76 天水山（あまみずやま） 1088m
- 77 鍋倉山（なべくらやま） 1288.8m
- 78 青田南葉山（あおたなんばさん） 949.3m
- 79 関田峠～伏野峠（信越トレイル）（せきだとうげ～ぶすのとうげ） 1129m～1000m
- 80 伏野峠～深坂峠（信越トレイル）（ぶすのとうげ～みさかとうげ） 1000m～1090m
- 81 不動山（ふどうさん） 1430.1m
- 82 鉾ヶ岳（ほこがたけ） 1316.3m
- 83 妙高山（みょうこうさん） 2454m
- 84 火打山（ひうちやま） 2461.8m
- 85 焼山（やけやま） 2400.3m
- 86 雨飾山（あまかざりやま） 1963.2m
- 87 金山（かなやま） 2245m
- 88 斑尾山（まだらおさん） 1381.8m
- 89 海谷山塊 鋸岳（うみだにさんかい のこぎりだけ） 1631.0m
- 90 海谷山塊 駒ヶ岳（うみだにさんかい こまがたけ） 1487.4m
- 91 明星山（みょうじょうさん） 1188.5m
- 92 黒姫山（青海黒姫山）（おうみくろひめやま） 1221.5m
- 93 白鳥山（しらとりやま） 1286.9m
- 94 犬ヶ岳（いぬがたけ） 1593.0m
- 95 黒岩山（くろいわやま） 1623.6m
- 96 長栂山（ながつがやま） 2267m
- 97 朝日岳（あさひだけ） 2418.0m
- 98 雪倉岳（ゆきくらだけ） 2610.9m
- 99 鉢ヶ岳（はちがたけ） 2563m
- 100 小蓮華山（これんげさん） 2766m

## 新潟100名山+10の一覧
2020年に発行された増補改訂版で新たに加えられた山。
- 101 山毛欅ガ平山 佐渡市
- 102 白根山 三条市
- 103 金鉢山 新発田市
- 104 魚止山 阿賀町
- 105 日向倉山 魚沼市
- 106 阿寺山 南魚沼市
- 107 高倉山 南魚沼市
- 108 権現岳 糸魚川市
- 109 神奈山 妙高市
- 110 高妻山 妙高市・長野市

## 新版と旧版の違い
旧版では守門岳～鋸山までが43～46で番屋山を47に置く。同じく米山が72で黒姫山（刈羽黒姫山）が73。